# Wyboston, Chawston and Colesden
Wyboston, Chawston and Colesden est une paroisse civile du Bedfordshire, en Angleterre.